# Scutellinia badio-berbis
Scutellinia badio-berbis är en svampart som först beskrevs av Berk. ex Cooke, och fick sitt nu gällande namn av Carl Ernst Otto Kuntze 1891. Scutellinia badio-berbis ingår i släktet Scutellinia och familjen Pyronemataceae.   Inga underarter finns listade i Catalogue of Life.